# Горбица (село)
Горбица — село в Сретенском районе Забайкальского края России. Входит в состав сельского поселения «Верхне-Куларкинское». Основано в 1780 году.

## География
Село находится в северо-восточной части района, на левом берегу реки Шилки, на расстоянии примерно 136 километров (по прямой) к северо-востоку от города Сретенска. Абсолютная высота — 380 метров над уровнем моря.
Климат
Климат характеризуется как резко континентальный с продолжительной холодной малоснежной зимой и коротким тёплым летом. Среднегодовая температура воздуха составляет −5,3 — +3 °С. Средняя многолетняя температура самого холодного месяца (января) составляет −28 — −24 °С (абсолютный минимум — −55 °С), температура самого тёплого (июля) — 16 — 19 °С (абсолютный максимум — 40 °С). Безморозный период длится в течение 80 — 100 дней. Среднегодовое количество осадков — 350—400 мм.
Часовой пояс
Село Горбица находится в часовой зоне МСК+6. Смещение применяемого времени относительно UTC составляет +9:00.

## Население
| 1989 | 2002 | 2010 | 2021 |
| ---- | ---- | ---- | ---- |
| 104  | ↘98  | ↘60  | ↘34  |

Половой состав
По данным Всероссийской переписи населения 2010 года в гендерной структуре населения мужчины составляли 46,7 %, женщины — соответственно 53,3 %.
Национальный состав
Согласно результатам переписи 2002 года, в национальной структуре населения русские составляли 98 % из 83 чел.

## Инфраструктура
В селе функционирует начальная школа.